# بی‌کی‌وی
بی‌کی‌وی (انگلیسی: Budapesti Közlekedési Zrt.) شرکت دولتی ترابری مجارستانی است، که در سال ۱۹۶۸ تأسیس شد